# プランダス
プランダス株式会社は、日本の芸能事務所。日本芸能マネージメント事業者協会会員。国内外の映画、テレビドラマ等の配給、映画、テレビシリーズの輸入及び輸出業務、タレント、俳優のマネージメントを行なっている。
東京都ではネクシードと共同で声優養成所「&」（アンド）を、大阪府ではケンユウオフィス、ネクシード、ステイラックと共同で養成所「K.N.P.S,BRAINS」を運営している。

## 所属タレント
2025年4月時点

### 男性声優
- 金子大樹
- 斉藤優希
- 佐藤駿

### 女性声優
- 小山みか
- 須藤沙耶
- 武隈史子
- 市川久代
- 遠藤千紗登
- 花東あず咲
- 坂下萌
- 田端美保
- 手塚さおり
- 春宮のどか
- 森永たえこ

### 映像／舞台
- 岩佐好益（業務提携）
- おおらいやすこ
- 千代延果穂（業務提携）
- 長山琴架

## 所属スタッフ

### 監督
- 原田徹

## 過去の所属タレント

### 男性
- 岩永哲哉
- 益山将成
- 上住谷崇（現所属：BLACK SHIP）

### 女性
- 木村陽子（フリー）
- 田村千恵
- 葛原詩織
- 古木海帆（現所属：アトミックモンキー）
- 桃江トウコ
- だいこく舞香（現所属：maximum合同会社）